# پنیر سوخاری

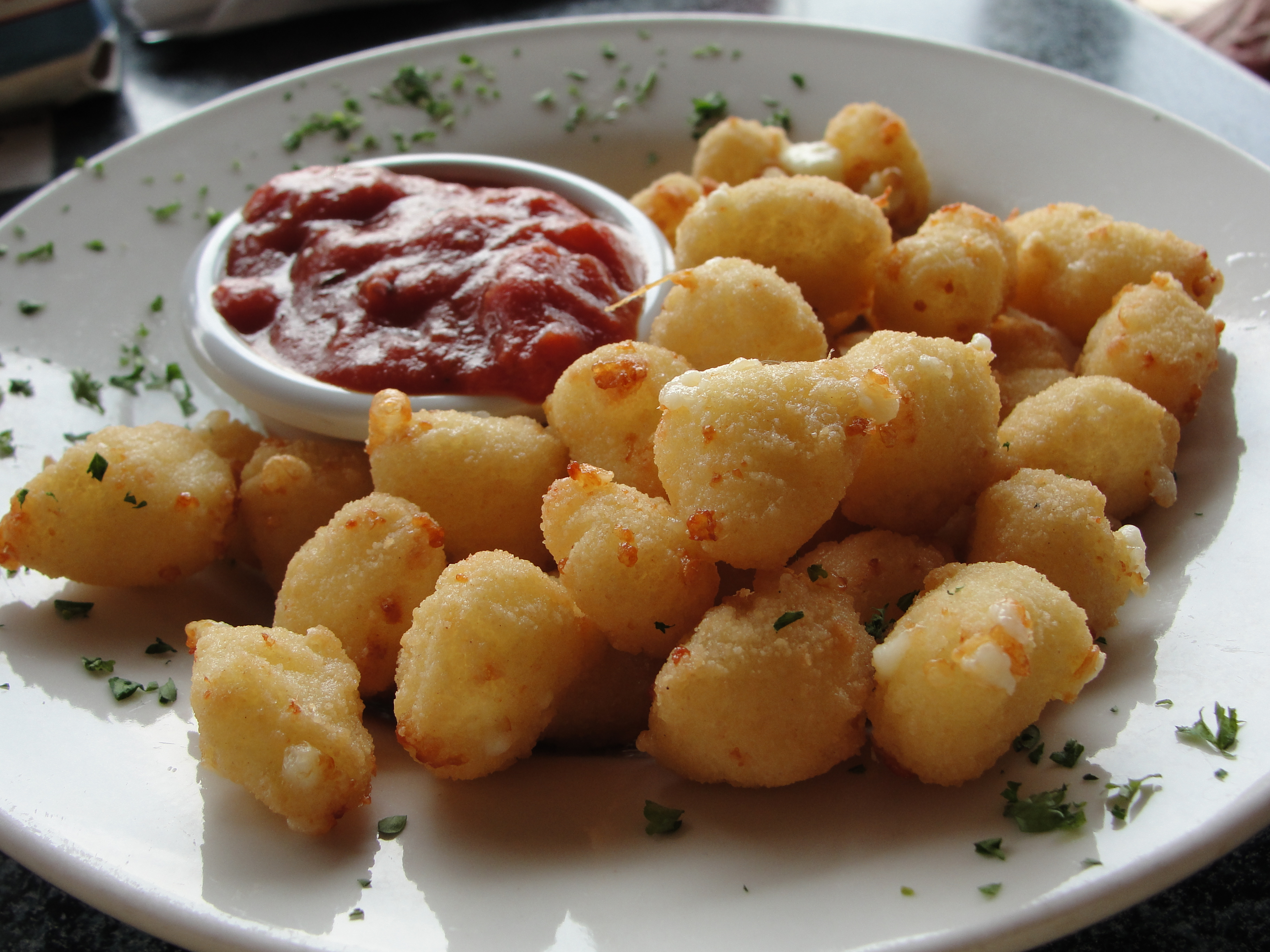
دلمه پنیر سوخاری

پنیر سوخاری (انگلیسی: Fried cheese) نوعی پنیر است که در روغن سرخ می‌شود. پنیر سوخاری را می‌توان قبل از سرخ کردن در خمیرابه فروکرد. این غذا را هم می‌توان در تابه با روغن کم و هم در سرخ‌کن با روغن‌پزی عمیق، تهیه کرد. پنیر سوخاری به عنوان پیش غذا یا میان‌وعده سرو می‌شود. یک غذای رایج در برزیل و جمهوری دومینیکن است، و به‌طور معمول در کاستاریکا، قبرس، یونان، لبنان، سوریه و ترکیه به عنوان صبحانه سرو می‌شود. در اسپانیا به عنوان یک تاپاس سرو می‌شود و همچنین نیز در غذاهای ایتالیایی یافت می‌شود. پنیر سوخاری معمولاً به صورت گرم و بلافاصله پس از پخته شدن سرو می‌شود. ممکن است همراه با آن سس دیپ یا آغشته به سس سرو شود.

## نگارخانه

بشقاب‌های پنیر سوخاری
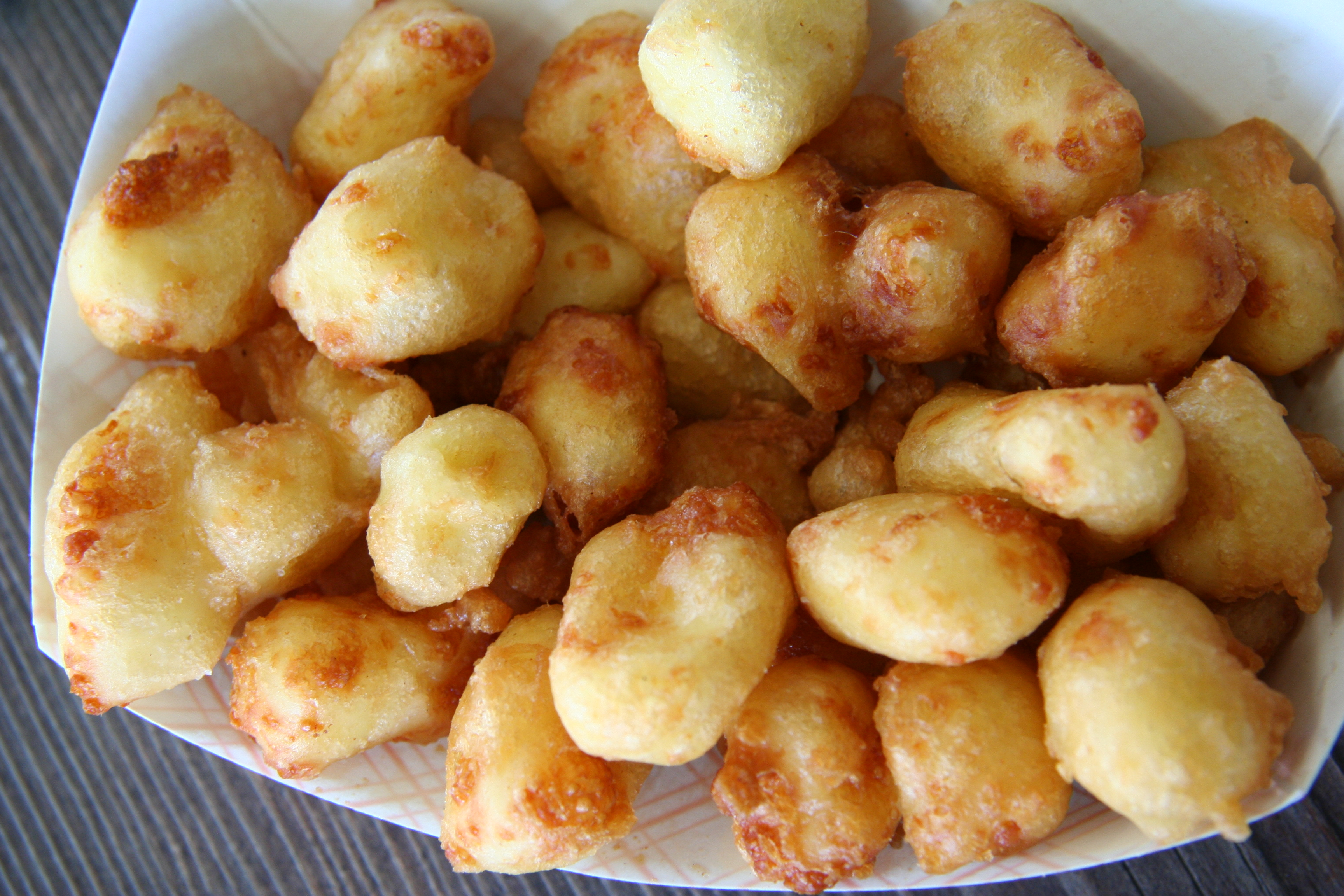
[[Mozzarella sticks|
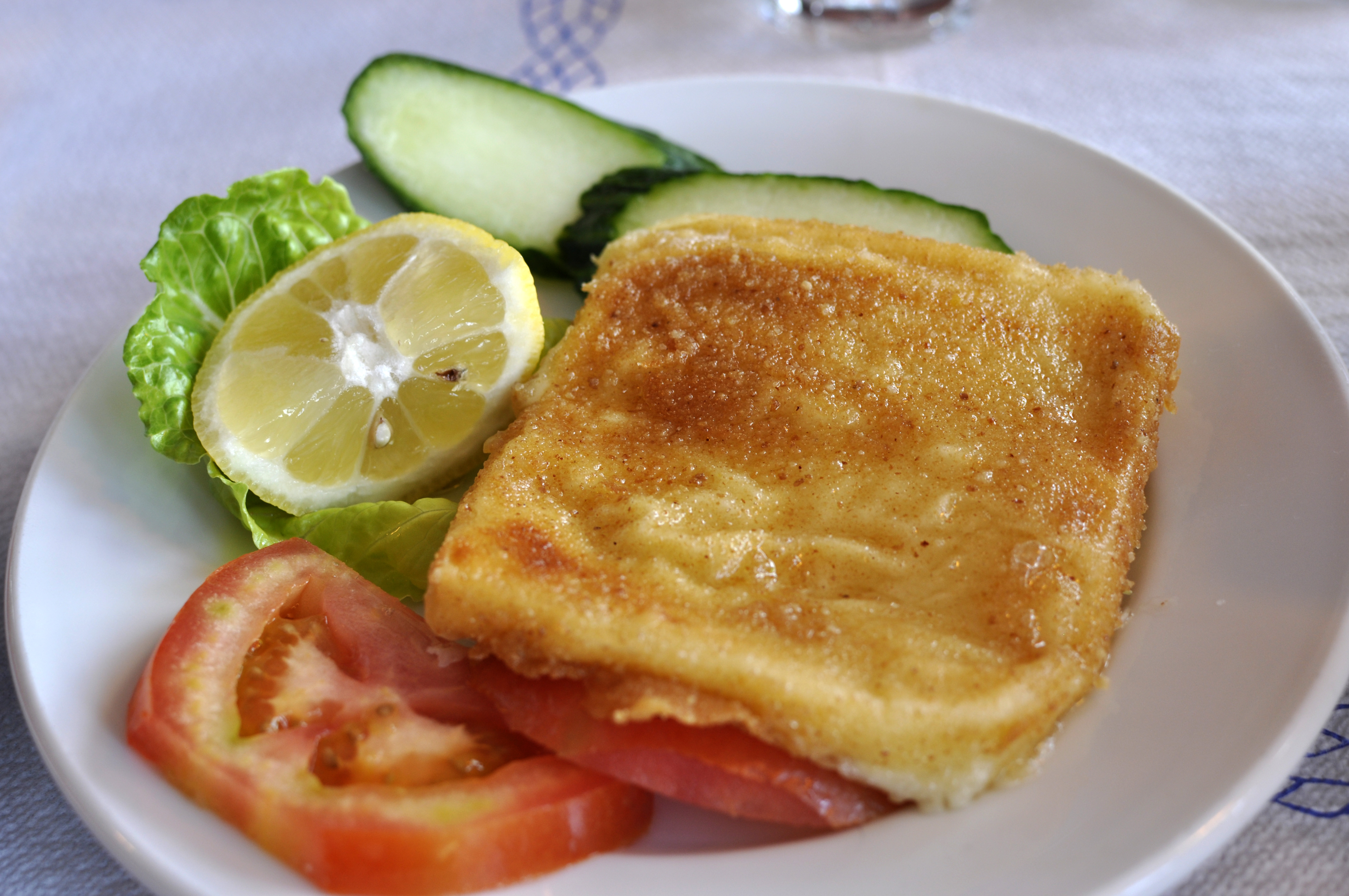
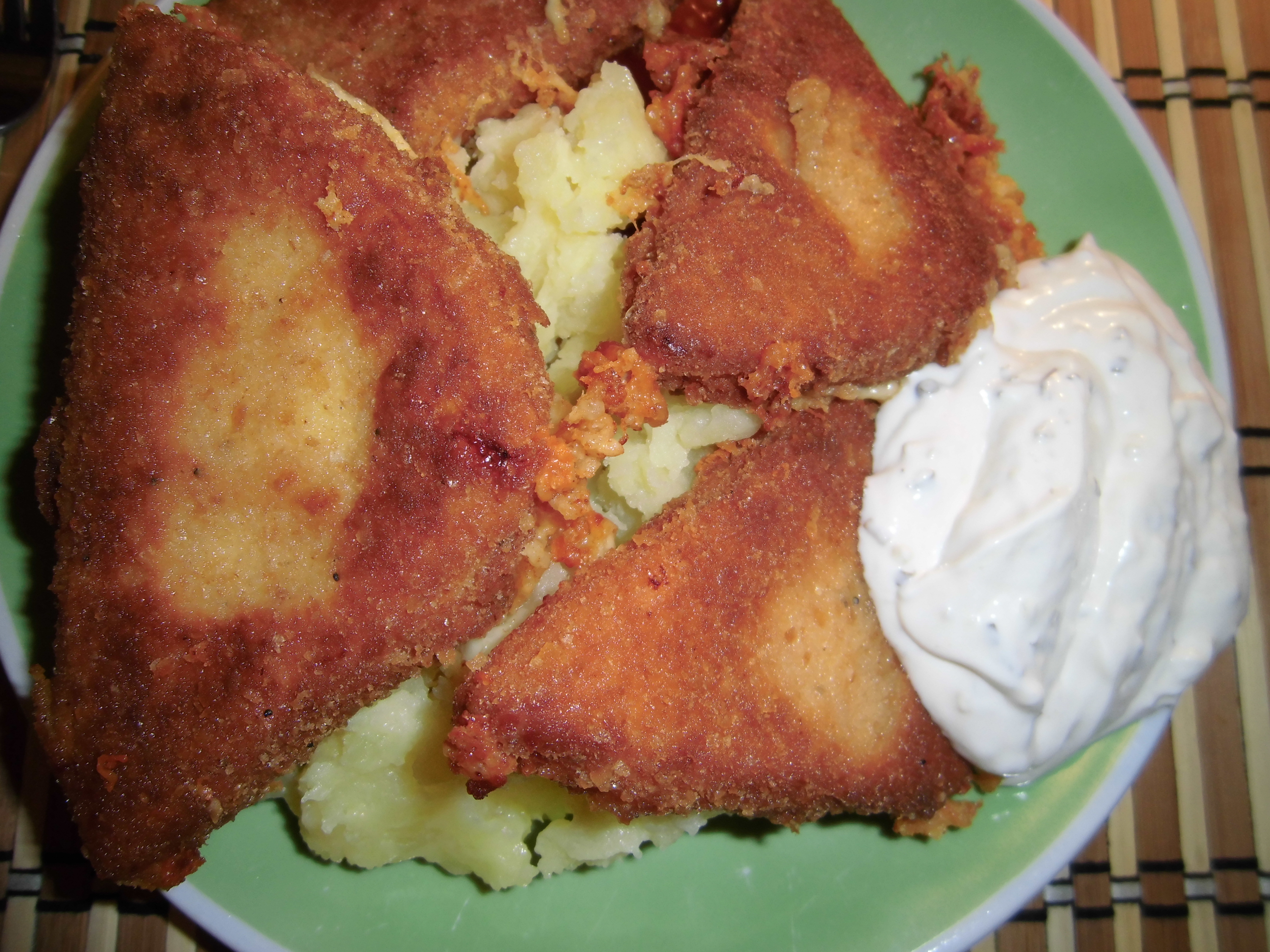